# Зборник
Зборник је, по изворном значењу, богослужбена књига у чији састав улази више од два књижевна споменика (чланка). Обично су то списи настали независно, који могу да се сретну и независно, ван састава одређеног зборника. Од зборника треба разликовати конволут (збирку механички сабраних посебних рукописа или фрагмената у целину једне књиге). Јужнословенски зборници се могу поделити на три групе:
- зборници са постојаним саставом – издваја се круг који садржи дела једног писца или су посвећена једној теми (нпр. Монашка правила Василија Великог, Поученија Теодора Студитског, Слова Јована Златоустог). Од XIV века се код Срба образују две врсте тематских зборника – зборници са делима црквених отаца претеча исихазма и зборници са списима познатих исихаста. Почињу да се образују и зборници са жанровским особеностима, као што су зборници са списима литургијског, правног, догматско – полемичког, аскетског и апокрифног садржаја. Групи ових зборника припада и круг зборника тематски разноврсних дела, али са превасходно поучним карактером. Од XV века се код Срба образује посебна врста зборника – Србљак, који обухвата обично неколико служби српским светитељима. Србљак се понекад проширивао и изворним српским житијима, похвалама и словима. Избор текстова зависи од потребе и жеље наручиоца и нема строго утврђен састав. Најстарији зборник овог типа потиче са краја XV века (рукопис Пећке патријаршије)[1].
- зборници са релативно постојаним саставом – у њима је грађа распоређена према редоследу непокретних и покретних празника у току године (нпр. синаксари, чти -минеји).
- зборници непостојаног састава – ово су зборници мешовитог састава, настају најчешће према избору састављача (преписивача), а сами чланци се укључују без одређеног система. То су зборници намењени углавном необредном и личном читању, а не богослужбеним потребама. Тематика ових зборника је разноврсна и жанровски богата. Ипак, грађа у овим зборницима није потпуно произвољна и неуређена.[2]

У многим зборницима грађа се тематски окупља у логичне циклусе. Такав је рецимо зборник попа Драгоља (трећа четвртина XIII века), који садржи различита тумачења, апокрифне молитве, обрасце за гатања, слова црквених отаца и сл. Зборници XIV и XV века имају широки енциклопедијски садржај. У XVI и XVII веку, међутим, зборници мешовитог садржаја губе свој карактер и почињу да се приближавају ширем кругу читалаца.
У савременом значењу, зборник може бити свака књига у којој су објављени различити прикупљени и изабрани радови.